# (153201) 2000 WO107
2000 دابليو أو 107 (ويعرف أيضًا باسم (153201) 2000 دابليو أو 107 وفق تسمية الكوكب الصغير) (بالإنجليزية: 2000 WO107)‏ هو كويكب ضمن حزام الكويكبات؛ وترتيبه 153201 من حيث الاكتشاف.
اكتُشف هذا الجُرم الفلكي بواسطة بحث لنكولن عن الكويكبات القريبة من الأرض في 29 نوفمبر 2000.

## وصلات خارجية
- (153201) 2000 WO107 في قاعدة بيانات مختبر الدفع النفاث لأجرام النظام الشمسي الصغيرة

- الاكتشاف · مخطط المدار ·  العناصر المدارية · المعلمات المادية

- (153201) 2000 WO107 على موقع ويكي سكاي: DSS2, SDSS, GALEX, IRAS, Hydrogen α, X-Ray, Astrophoto, Sky Map, Articles and images